# Kirin Cup 2003
Kirin Cup 2003 – dwudziesty czwarty, piłkarski turniej towarzyski Kirin Cup, odbył się w dniach 8 - 11 czerwca 2003 r. w Japonii. W turnieju tradycyjnie wzięły udział trzy zespoły:drużyna gospodarzy, Argentyny i Paragwaju.

## Mecze
| 8 czerwca |  | Japonia | 1 | - | 4 (1-0) | Argentyna |

| 11 czerwca |  | Japonia | 0 | - | 0 | Paragwaj |

Mecz Argentyna - Paragwaj nie odbył się.

## Końcowa tabela
| M | Reprezentacja | L.m. | Zw. | Rem. | Por. | Bramki | R.br. | Pkt |
| 1 | Argentyna     | 1    | 1   | 0    | 0    | 4:1    | +3    | 3   |
| 2 | Paragwaj      | 1    | 0   | 1    | 0    | 0:0    | 0     | 1   |
| 3 | Japonia       | 2    | 0   | 1    | 1    | 1:4    | -3    | 1   |

Nie wyłoniono zwycięzcy turnieju z powodu różnej liczby meczów rozegranych przez jego uczestników.